# Bravo (bokserie)
Bravo är en västernserie med blandade författare (däribland flera titlar av Chuck Adams, Tex Bradley, Matt Chisholm, Cy James, Matt Kincaid och Victor Shane) utgiven av Pingvinförlaget, totalt gavs det ut 99 nummer mellan 1963 och 1970.